# Formica perpilosa
Formica perpilosa is een mierensoort uit de onderfamilie van de schubmieren (Formicinae). De wetenschappelijke naam van de soort werd voor het eerst geldig gepubliceerd in 1913 door William Morton Wheeler.